# لیونل لامی
لیونل لامی (انگلیسی: Lionel Lamy; ۲۹ دسامبر ۱۹۴۳ – ۲۸ آوریل ۲۰۱۸) بازیکن فوتبال اهل فرانسه بود.
از باشگاه‌هایی که در آن بازی کرده‌است می‌توان به باشگاه فوتبال نانت اشاره کرد.